# 赵建敏
赵建敏（1963年1月10日—）教名“伯多禄”（Peter），笔名“赵汗青”，生于河北省正定县东柏棠村，天主教北京教区副主教、神学家。

## 生平
1963年1月10日，赵建敏生于河北省正定县东柏棠村。1976年9月至1979年7月，在河北省正定县西柏棠乡高中学习。1980年1月至1984年9月，在北京市顺义县牛栏山服装厂工作。1984年9月至1989年7月，在北京天主教神哲学院学习。1989年12月21日晋铎。1989年9月至1992年9月，任北京天主教神哲学院教务处主任，并代理大兴县西胡林堂和求贤堂本堂神父，后代理延庆县永宁堂本堂神父。1992年9月至1994年3月，出任天主教北京教区宣武门教堂副主任神父。1994年3月，出任天主教北京教区西什库教堂代理主任神父。1993年11月，北京市天主教爱国会第六届代表会议和北京市天主教教务委员会第三届委员会议召开，赵建敏当选北京市天主教教务委员会副主席兼秘书长，任至1994年11月。
1994年11月至1995年9月，赵建敏留学英国学习英语。1995年9月至1997年9月，在比利时鲁汶天主教大学学习教会法，获得硕士学位。1998年3月至2003年12月，任北京市天主教教务委员会副主席兼秘书长。1998年9月至2002年10月，在比利时鲁汶天主教大学学习教会法，获得博士学位。1998年12月8日，赵建敏出任北京教区上智编译馆（Sapientia Press House）馆长。2002年8月3日，赵建敏创建北京天主教与文化研究所并任所长。他先后主办了2002年“当代天主教与文化”、2003年“当代天主教与伦理道德”、2005年“天主教社会理论与现代社会”这三次学院研讨会。他还是中国内地第一本天主教学术性研究书籍《天主教研究论辑》第一至四辑的主编，《天主教研究论辑》由宗教文化出版社每年出版一辑。
2003年12月至2009年6月，任北京市天主教爱国会副主席。2006年9月，赵建敏及甄雪斌神父同获任命为天主教北京教区主教助理兼北京市天主教爱国会主席助理（傅铁山为天主教北京教区主教兼北京市天主教爱国会主席），一直任至2007年4月傅铁山病逝。
2007年7月16日，在李山、赵建敏、甄雪斌、高阳（東交民巷聖彌額爾堂主任司鐸）四位候选人中，李山当选天主教北京教区主教。當日共有93位投票者，其中包括48位神父，其他则是修女、修生和來自各个堂區的教友代表。李山、赵建敏、甄雪斌、高阳的得票分别为：李山74票、赵建敏10票、甄雪斌5票、高阳3票。
2007年11月，赵建敏出任天主教北京教区副主教。2009年6月11日至12日，北京市天主教第九次代表会议召开，赵建敏当选为北京市天主教教务委员会副主席。他还担任西城区天主教爱国会主席，并且在2011年召开的西城区天主教爱国会第六次代表会议上连任主席。
2010年12月10日，中国天主教爱国会及中国天主教主教团（“一会一团”）召开八届一次常委联席会、负责人联席会及委员联席会，其中负责人联席会表决通过任命中国天主教爱国会副秘书长、中国天主教主教团副秘书长及中国天主教一会一团各工作委员会主任、副主任的决定，赵建敏当选圣职委员会副主任、神学研究委员会副主任。
2007年，赵建敏当选北京市第十三届人民代表大会代表。2012年，赵建敏当选北京市第十四届人民代表大会代表。

## 著作

### 专著
- 赵建敏，今日司铎，台湾：华明出版社，1999年，ISBN 957-8597-11-8
- 赵汗青，新约导论，北京：上智编译馆，2001年
- 赵建敏，二思集：基督信仰与中国现代文化的相遇，北京：宗教文化出版社，2010年4月,ISBN 978-7-80254-252-5[1]
- 赵建敏，天主教社会教义导读，上海：光启出版社，2010年
- 赵建敏，追随耶稣的足迹--圣地朝圣之旅，北京：上智编译馆，2013年
- 赵建敏，800公里徒步--圣雅各伯朝圣路，北京：上智编译馆，2014年
- Zhao Jianmin, Christus Dominus in the Context of China, Leuven Chinese Studies XXXII, Ferdinand Verbiest Institute, K.U.Leuven,  2016, ISBN 978-9082-0909-70
- Zhao Jianmin, Religion and Law in China (Second Edition), Kluwer Law International B.V., Wolters Kluwer, 2019, ISBN 978-94-035-0824-5
- 赵建敏，默示录七教会之旅，北京：上智编译馆，2020年
- 赵建敏，天主教在华史话，北京：宗教文化出版社，2020年12月，ISBN 978-7-5188-0970-7
- 赵建敏，唐朝景教--两头蛇的命运，北京：上智编译馆，2021年
- 赵建敏，利玛窦路朝圣之旅, 北京：上智编译馆，2023年

### 译著
- 赵建敏 编译，爱--印度德肋撒修女箴言录，北京：上智编译馆，2000年
- 赵汗青 编译，认识圣经，北京：上智编译馆，2002年
- 赵建敏 译，Richard Chilson 著, 公教真义，北京：上智编译馆，2002年
- 赵建敏 译，Jose S. Martins 著，新约的圣事，北京：上智编译馆，2005年
- 赵建敏 译，Hans Urs von Balthasar 著，基督徒的默观，北京：上智编译馆，2009年
- 赵建敏 主编译，Michael Glazier 主编，现代天主教百科全书， 北京：宗教文化出版社，2012年，ISBN 978-7-80254-553-3

### 论文
- 赵建敏，梵二会议天主教会的自我认识及其未来的影响，载 卓新平、许志伟主编，基督宗教研究（第二辑），北京：社会科学文献出版社，2000年，第101-110页
- 赵建敏，基督宗教的对话与合一，载 卓新平、许志伟主编，基督宗教研究（第三辑），北京：宗教文化出版社，2001年，第303-319页。
- 赵建敏，基督宗教的基本伦理关系，载 卓新平、许志伟主编，基督宗教研究（第七辑），北京：宗教文化出版社，2004年，第295-310页
- 赵建敏，文化转型中中国天主教的融入，载 卓新平、许志伟主编，基督宗教研究（第八辑），北京：宗教文化出版社，2005年11月，第 258-276页
- 赵建敏，基督宗教传统与中国文化传统的罪观，载 卓新平、许志伟主编，基督宗教研究（第九辑），北京：宗教文化出版社，2006年，第95-104页
- 赵建敏，陈独秀以科学代宗教的实质，载 卓新平 许志伟 主编，基督宗教研究（第十五辑），北京：宗教文化出版社，2012年12月，第48-64页
- 赵建敏，论司铎的七大关系，中国天主教2001年第5期，第44-48页
- 赵建敏，人——天主肖像的神学思考，中国天主教2003年第2期（总第104期），第13-17页
- 赵建敏，梵二神学思想对文化的理解和认识，中国天主教2004年第1期（总第109期），第16-19页
- 赵建敏，教友分享基督的三种职务，神学研究2002年第1期，第11-14页
- 赵建敏，教会之外无救恩？，神学研究2002年第3期，第6-9页
- 赵建敏，天主教对现代转型中国文化可能之贡献，载 中国教会的今天与明天，比利时鲁汶大学南怀仁文化协会，2006年，第205-214页
- 赵建敏，天主教成圣观的天人合一幅度，载 何除、林庆华主编，基督教与道教伦理思想研究，成都：四川大学出版社，2006年，第148-164页
- 赵汗青，中国当代道德基础建设与基督宗教的道德观，载 卓新平、萨耶尔主编，基督宗教与当代社会――国际学术研讨会文集，北京：宗教文化出版社，2003年，第68-80页[1]
- 赵建敏，《物权法》下的宗教财产 --——以天主教财产为例，中国民族宗教网，2010-02-16